# Massacre de la tribu des Ben Zetoun
 (janvier 2014).
Si vous disposez d'ouvrages ou d'articles de référence ou si vous connaissez des sites web de qualité traitant du thème abordé ici, merci de compléter l'article en donnant les références utiles à sa vérifiabilité et en les liant à la section « Notes et références ».
 (janvier 2014).
Le massacre de la tribu des Ben Zetoun est un épisode de la conquête de l'Algérie par la France : l'attaque, en janvier 1838, par l'émir Abd El Kader d'une tribu algérienne, durant la période suivant le traité de la Tafna, conclu le 30 mai 1837 entre lui et le général Bugeaud.
Cet épisode est évoqué par Alexis de Tocqueville dans son Travail sur l'Algérie (1841) et par un ouvrage officiel de 1839, Tableau de la situation des établissements Français dans l'Algérie.

## Historiographie

### Alexis de Tocqueville (1841)
Il écrit : « Presque toutes les tribus ou presque tous les hommes qui s'étaient déclarés en notre faveur ont été ou abandonnés ou frappés par nous. Le traité de la Tafna a livré à Abd-el-Kader le territoire admirable qu'occupaient les Douairs et les Smelas. Le même traité a remis entre ses mains la malheureuse petite tribu Coulougli des Ben Zetoun, la seule de la Mitidja qui eût embrassé ardemment notre cause. Il l'a fait égorger tout entière sous nos yeux. »
La perspective de Tocqueville est de dénoncer la politique des autorités françaises, plus particulièrement le traité de la Tafna ; il ne donne donc malheureusement pas plus de détails sur cette affaire. On en trouve un peu plus dans le Tableau.

### LeTableau de la situation des établissements Français dans l'Algérie(1839)
Un paragraphe assez important indique : « Les Koulouglis avaient été anciennement établis sur l’Oued-Zeitoun par le gouvernement turc, à qui cette race, issue des derniers conquérants, servait sur ce point de barrière contre les Kabyles généralement insoumis. […] L’émir, sous prétexte qu’ils avaient méconnu son autorité, les fit surprendre et attaquer par des forces supérieures. Les Koulouglis seuls, et d’ailleurs divisés, résistèrent néanmoins avec courage. Beaucoup furent mis à mort ; d’autres obtinrent de demeurer en paix dans leur pays. Le reste, au nombre d’environ 1 600, franchit l’Oued-Kaddara et vint demander un asile qui lui fut donné ; les fugitifs reçurent des terres à cultiver et des secours ; 300 d’entre eux furent admis dans les services militaires irréguliers et chargés de garder la redoute de Boudouaou où ils sont encore aujourd’hui. Les violences dont les Koulouglis de l’Oued-Zeitoun ont été victimes remontent à une époque où, le vrai sens du traité du 30 mai n’étant pas fixé, quant aux limites du côté de l’est, ces malheureux ne pouvaient réclamer avec certitude la protection des armes françaises ; mais, le jour où la France prendra l’administration du territoire qu’ils occupaient, les exilés pourront y retourner et rendre au gouvernement nouveau les mêmes services qu’en recevait l’ancien. »

### Marcel Émerit (1966)
Dans un article des Annales, il évoque les Kouloughlis d'Algérie dans les années 1830 et écrit notamment : « A Alger même, ils étaient peu nombreux. On se rappelait qu'une révolte de Coulouglis, au XVIIe siècle, avait fait trembler le Pouvoir établi. Les descendants de ces insurgés, devenus des ruraux, formaient la tribu d'El Cachena, parquée sur l'oued Zeitoun. Elle y cultivait l'olivier. Exempte d'impôts et soldée en temps de guerre, elle pouvait fournir au dey un maghzen de 3 000 soldats (1), chargés de surveiller une région montagneuse et de protéger à la fois la Mitidja et la route vers la province de Constantine. En 1838, Abd el-Kader triompha de leur résistance et les traita durement. 1 600 d'entre eux se replièrent sur la Mitidja et demandèrent asile au Commandement français. Valée donna des vivres et des terres à 1 600 d'entre eux et en embaucha 700 dans ses troupes auxiliaires (2). Ces Coulouglis repeuplèrent la région du Cap Matifou et de Fort-de-l'Eau. On loua pour eux la grande ferme de Codja Berry (3).
1. État descriptif des tribus qui bordent la plaine de la Mitidja (1832), AGG, no 12 X 83.
2. Valée au Ministre de la Guerre, 20 février 1838, AGG, n° E 134 (2).
3. Valée au capitaine Pélissier, AMG, Alg., no 54, Alger, le 22 janvier 1838. »

### Pierre Boyer (1970)
Dans un article de la Revue de l'Occident musulman et de la Méditerranée, sur l'historique des Kouloughlis dans la Régence, il écrit, à propos de la révolte évoquée ci-dessus, qui a lieu en 1629 : « La plupart des Kouloughli expulsés prirent le chemin de la Kabylie. Certains devaient s'installer définitivement sur les bords de l'Oued Zitoun, où ils finirent par former la Tribu des Zouathna, et aux alentours de Zemmora, dans la Kabylie constantinoise. Les autres gagnèrent le royaume de Kouko, toujours en révolte contre Alger ».

## Le contexte

### La tribu des «Ben Zetoun»
Les Ben Zetoun sont présentées par Tocqueville comme une tribu « Coulougli » de la Mitidja ralliée « ardemment » aux Français au début de la conquête de la régence d'Alger.
Il s'agit en fait de Kouloughlis installés à l'époque de la régence d'Alger sur l'oued Zeitoun, à l'est de l'oued Kaddara, afin de contrôler les Kabyles (Kabaïles).
La dénomination de Kouloughlis indique qu'il s'agit de personnes qui, issues de mariages entre Turcs et autochtones, avaient de ce fait dans la Régence un statut intermédiaire.

### Le traité de la Tafna (30 mai 1837)
Le traité de la Tafna est conclu essentiellement parce que, à cette époque, les autorités françaises (le gouverneur général Damrémont) ont pour objectif primordial la prise de Constantine, qui aura lieu en novembre 1837. Cette opération nécessite qu'Abd el-Kader reste neutre.
Le traité lui donne donc le contrôle des anciens beyliks d'Oran et du Titteri (à l'exception des zones d'occupation française, Oran, Mostaganem, etc.), ainsi que de territoires (délimités de façon peu claire) situés à l'est d'Alger, en échange de son acceptation de la présence française en Algérie.
Un des points de contestation sur l'interprétation des limites concernait justement le territoire situé à l'est de l'oued Kaddara.

## Historique

### Le massacre des Ben Zetoun (janvier 1838)
Abd-el-Kader fait attaquer les Kouloughlis de l’oued Zeitoun, qui se trouvent sur la partie où il a autorité. Les Kouloughlis résistent ; beaucoup sont tués pendant ou après les combats[réf. à confirmer].

### Les suites
Des survivants, certains obtiennent de rester en paix dans leur pays ; les autres, environ 1 600, franchissent l’oued Kaddara afin de gagner le territoire sous contrôle français. Ils reçoivent des secours et des terres à cultiver. 300 d’entre eux sont admis dans les services militaires auxiliaires et sont chargés de tenir la redoute de Boudouaou sur l’oued Kaddara[réf. à confirmer].

### Ouvrages d'époque
- Alexis de Tocqueville, De la colonie en Algérie, présentation de Tzvetan Todorov, Bruxelles, Complexe, 1988 [recueil des écrits de Tocqueville sur l'Algérie : Lettre sur l'Algérie (1837), Travail sur l'Algérie (1841), Rapport sur l'Algérie (1847)]
- Tableau de la situation des établissements français dans l'Algérie, Paris, Imprimerie royale/nationale, 19 volumes, 1838-1868
  - Volume 2 : En 1838, 1839, 234 p.

### Travaux récents
- Charles-André Julien, Histoire de l'Algérie contemporaine 1. La conquête et les débuts de la colonisation (1827-1871), Paris, PUF, 1964 (3° édition, 1986, [ (ISBN 2130361900)]) [ouvrage fondamental pour l'ensemble de la question ; ce point précis ne semble pas y être évoqué]
- Marcel Émerit, « Les tribus privilégiées en Algérie dans la première moitié du XIXe siècle », Annales. Économies, Sociétés, Civilisations, 1966, Volume 21, Numéro 1, p. 44-58, en ligne sur le site Persée
- Pierre Boyer, « Le problème Kouloughli dans la régence d'Alger », Revue de l'Occident musulman et de la Méditerranée, no 8, 1970, p. 79-80, en ligne sur le site Persée